# ۱۱۸۱ (خورشیدی)
۱۱۸۱ هزار و صد و هشتاد و یکمین سال هجری خورشیدی است.